# Panzerstraße

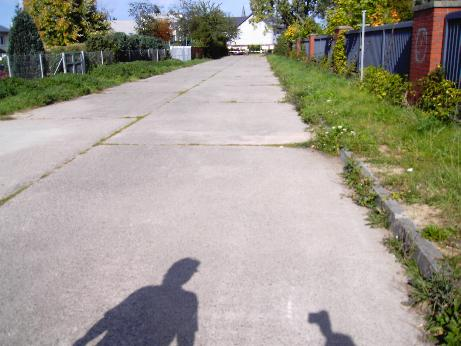
Alte Panzerstraße mit Betonplatten bei Düren

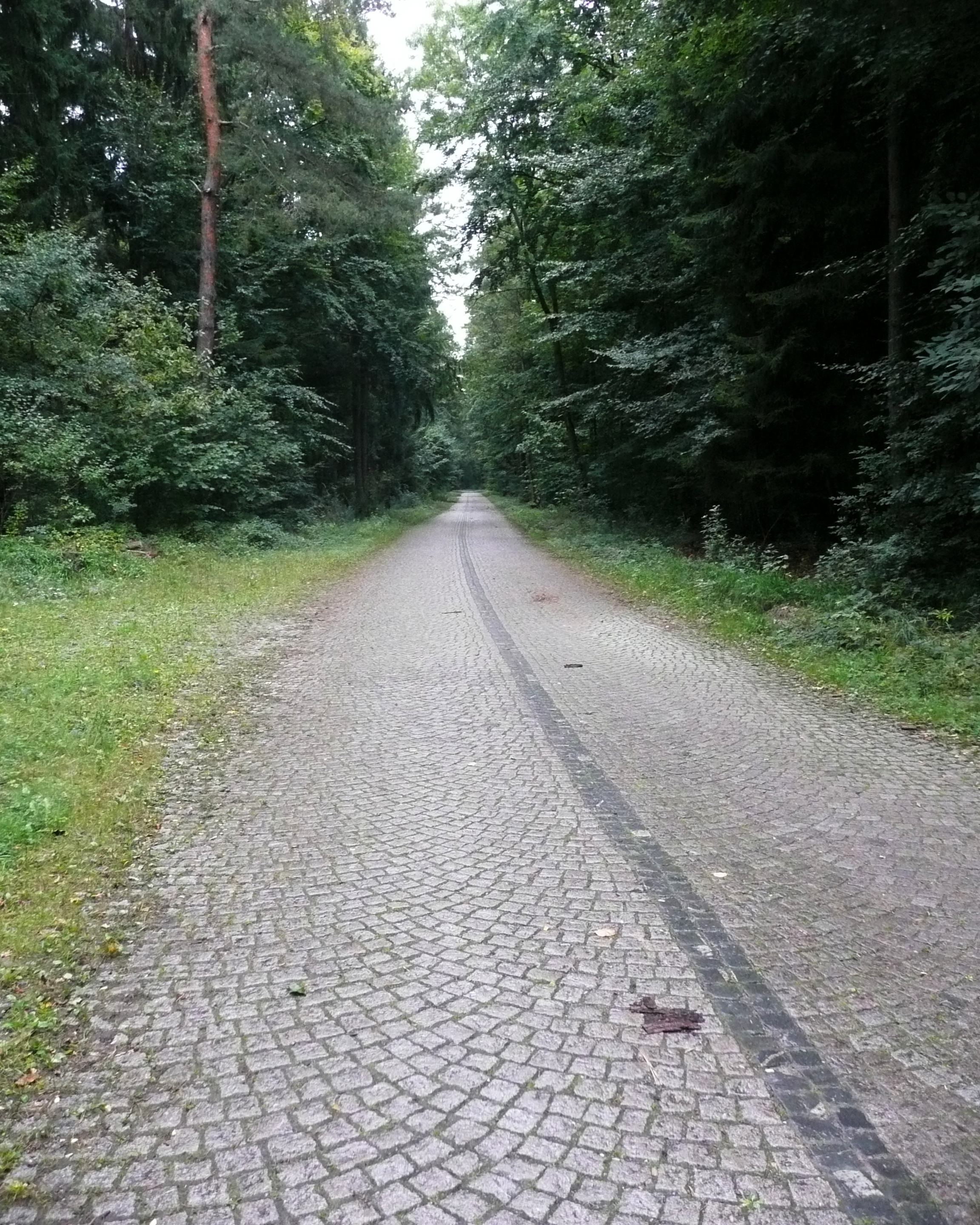
Gepflasterte Panzerstraße zwischen Kurmärker Kaserne in Stuttgart und Panzerkaserne Böblingen

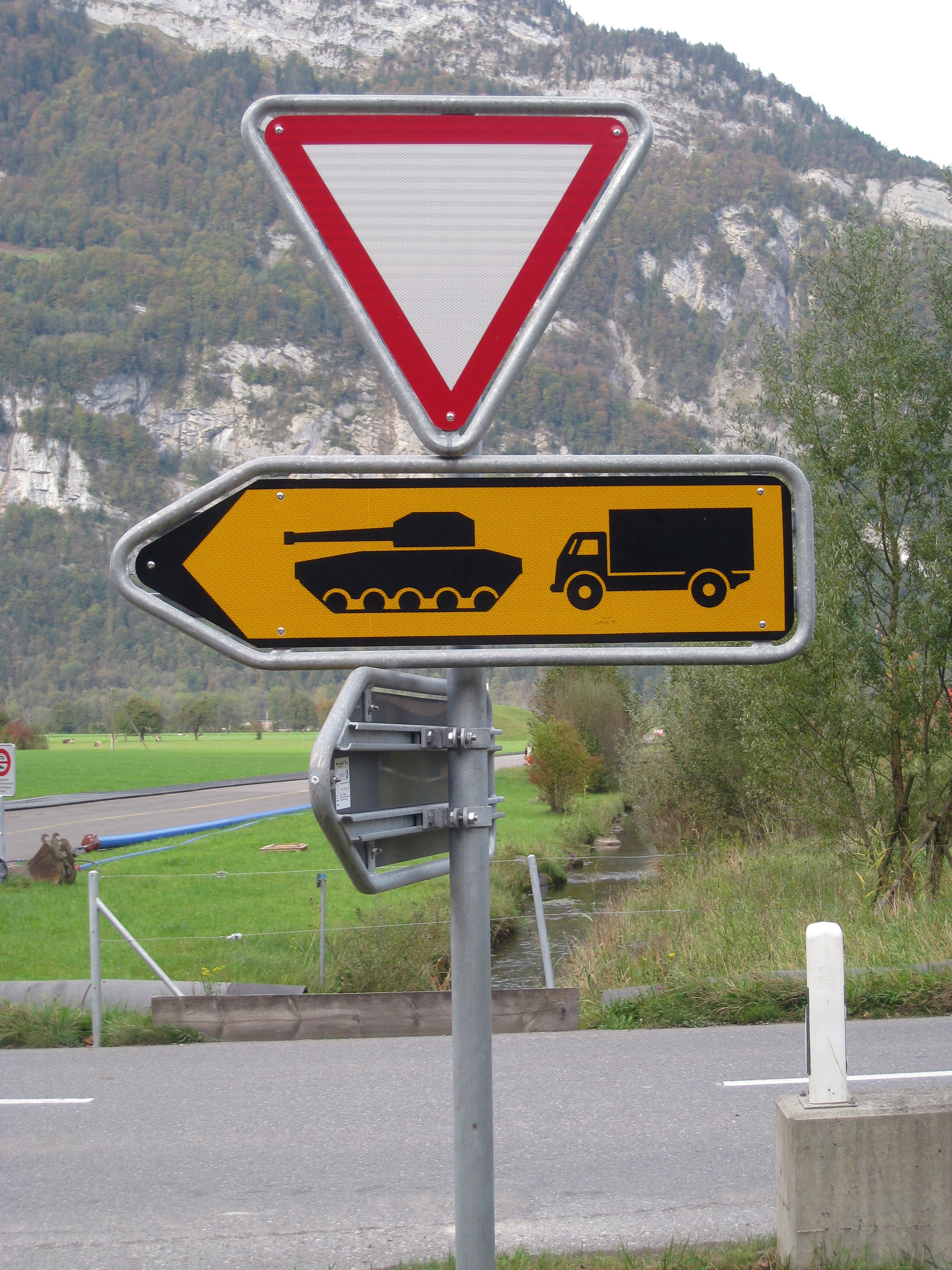
Militärwegweiser für Panzer

Eine Panzerstraße ist eine besondere Bauform öffentlicher Straßen oder Militärstraßen.
Panzerstraßen werden dort angelegt, wo häufig gepanzerte Kettenfahrzeuge fahren, zum Beispiel von der Kaserne zu einem Standortübungsplatz, standortnahen Truppenübungsplatz oder Verladebahnhof. Da eine Asphaltstraße bei häufigem Befahren mit Panzerketten schnell zerstört werden kann, bestehen Panzerstraßen oft aus Knochensteinen oder Betonplatten. Die Fugen zwischen den einzelnen Betonsegmenten sind mit dauerelastischer Fugenmasse ausgegossen, um einen Ausgleich temperaturbedingter Größenänderungen zu gewährleisten und Spannungsrisse zu vermeiden.
In der DDR gab es zahlreiche Panzerstraßen; diese wurden von Panzern der Nationalen Volksarmee (NVA) und/oder der Gruppe der Sowjetischen Streitkräfte in Deutschland (GSSD) benutzt.
Für den Aufmarsch der Panzer im Kriegsfall wurden auf DDR-Gebiet 11.700 km Panzerstraßen gebaut; 15 verliefen in Ost-West-Richtung und vier in Nord-Süd-Richtung. Zum Vergleich: das DDR-Fernstraßennetz hatte knapp 10.000 km.